# Charles Binet-Sanglé
Charles Binet-Sanglé (4 de julho de 1868 – 14 de novembro de 1941) foi um médico militar e psicólogo francês, que foi o primeiro a questionar publicamente a saúde mental de Jesus, o que ele fez em sua obra de quatro volumes La Folie de Jésus. 
Um outro trabalho seu mais influente, Le Haras Humain (The Human Stud-Farm), sugeriu que a eutanásia era necessária em alguns casos, e que um instituto eugênico deve ser fundado para incentivar a educação para a melhoria da raça humana.  O livro foi fortemente censurado na França. 
Ele foi condecorado Cavaleiro da Legião de Honra em 1912 e promovido Oficial da mesma ordem em 1922. 